# Vitorino Magalhães Godinho
Pour les articles homonymes, voir Godinho.
Vitorino Magalhaes Godinho, né le 9 juin 1918 à Lisbonne et mort le 26 avril 2011 dans la même ville, est un historien portugais.

## Biographie
Ses travaux ont fait remonter au XIIIe siècle les origines de l'expansion commerciale hispano-portugaise : dès cette époque, il oppose au monde méditerranéen (Gênes - Venise), qui reste tourné vers l'Orient (trafic des épices et problème de l'or), la péninsule ibérique où se développent trois centres à la fois agricoles et maritimes orientés vers l'Atlantique : Pays basque, Portugal et vallée du Guadalquivir.
Il a contribué à introduire au Portugal l'histoire économique et sociale, au nom des principes énoncés par Henri Berr et Fernand Braudel, préférant se détourner d'une histoire strictement événementielle ou individuelle (telle qu'une biographie du prince Henri le Navigateur) pour tenter de tracer le tableau social et culturel d'une époque et d'un milieu.
Ses sympathisants estiment qu'il a rompu avec le conservatisme étroit et la méconnaissance absolue des sciences politiques, économiques et sociales qui ont marqué l'historiographie portugaise avant ses ouvrages.
Il a été fait docteur honoris causa de l'université Blaise-Pascal (Clermont-Ferrand II) en 1974.